# بطرية
بُطْرِيَة (اسمها التاريخي الروماني: Acholla أَكُولاَ) قرية ساحلية تونسية، تقع على بعد 45 كم شمال شرق مدينة صفاقس، وهي تابعة إدارياً لمعتمدية جبنيانة من ولاية صفاقس. وتمتد المنطقة الأثرية بها على مساحة تفوق 100 هكتار.

### مواضيع ذات علاقة
- أكولا.
- رأس بطرية.

1. ↑  "المناطق الترابية (العمادات) حسب الولايات والمعتمديات". اطلع عليه بتاريخ 2024-11-30.